# Jan Dekert (biskup)
Jan Dekert (ur. 7 grudnia 1786 w Warszawie, zm. 19 listopada 1861 tamże) – polski duchowny rzymskokatolicki, biskup pomocniczy warszawski w latach 1859–1861.

## Życiorys
Był synem prezydenta Warszawy Jana Dekerta i jego drugiej żony Antoniny z Blikowskich. Nobilitowany w dzieciństwie w uznaniu zasług ojca. Po ukończeniu Collegium Nobilium rozpoczął studia teologiczne w Seminarium Duchownym misjonarzy św. Wincentego à Paulo, których nie ukończył. Przez 5 lat był na Litwie nauczycielem prywatnym. Studiował w Warszawie, Wiedniu i Rzymie, gdzie w 1825 przyjął święcenia kapłańskie. Asesor konsystorza warszawskiego w latach 1828–1833, kanonik kapituły warszawskiej w 1828, w 1838 jej archidiakon, a w 1857 dziekan.
27 września 1858 papież Pius IX mianował go biskupem pomocniczym archidiecezji warszawskiej i biskupem tytularnym Halikarnasu. Sakrę biskupią przyjął 16 stycznia 1859.
Znany był z działalności charytatywnej. Był działaczem Towarzystwa Dobroczynności i Rady Opiekuńczej Instytutu Głuchoniemych i Ociemniałych. Wziął udział w pogrzebie pięciu poległych, sprzeciwiał się żądaniom władz rosyjskich mianowania nowego administratora archidiecezji warszawskiej na miejsce aresztowanego księdza Antoniego Białobrzeskiego. Został pochowany na cmentarzu Powązkowskim w Warszawie 23 listopada 1861.